# Tașcenak, Melitopol
Tașcenak (în ucraineană Тащенак) este un sat în comuna Danîlo-Ivanivka din raionul Melitopol, regiunea Zaporijjea, Ucraina.

## Demografie
Componența lingvistică a localității Tașcenak
     Rusă (75%)
     Ucraineană (14,17%)
Conform recensământului din 2001, majoritatea populației localității Tașcenak era vorbitoare de rusă (75%), existând în minoritate și vorbitori de ucraineană (14,17%).